# Pico Ortiz
El Pico Ortiz (9°03′N 70°24′O / 9.05, -70.4) es una formación de montaña ubicada en el extremo sur del Estado Trujillo, Venezuela. A una altitud de 3.514 m s. n. m. el Pico Ortiz es una de las montañas más altas en Trujillo. Constituye parte del límite sur del Estado Trujillo con el vecino estado Mérida y muy cercano al límite sureste con el Estado Barinas.

## Ubicación
El Pico Ortiz se encuentra en el límite sur del Estado Trujillo con Mérida, al sur de la población de Niquitao y al este de Esnujaquqe.